# 베스트라 스탐바난
베스트라 스탐바난(스웨덴어: Västra stambanan)은 스웨덴의 가장 큰 두 도시 스톡홀름과 예테보리를 잇는 철도 노선이다. 1800년대 중반부터 건설이 시작되었고, 건설 당시에는 스톡홀름 쇠드라 역에서 출발하여 쇠데르텔리에, 플렌, 카트리네홀름, 할스베리, 락소를 경유하는 노선이었다. 퇴레보다에서 예타 운하를 건너며 셰브데, 팔셰핑, 헤를리웅아, 알링소스를 거쳐서 예테보리 센트랄 역으로 들어간다. 북쪽에 있는 스톡홀름 센트랄 역으로는 삼만빈드닝 선 완공 이후로 연결되었다.
전체적인 노선은 두 종착역 부근을 제외하면 완만하고 평탄하다. 1900년대 초반에 복선화 공사가 진행되었으나, 예테보리 센트랄부터 알링소스 역과 쇠데르텔리에 함 역부터 스톡홀름 쇠드라 역 사이는 개선되지 못하였다. 스톡홀름 지역에는 지선인 그뢰딩에 선이 건설되어 예르나에서 플레밍스베리 역 사이를 직선으로 잇는다.
통근 열차가 운행하는 종착역 부근은 선로가 혼잡하다. 나머지 구간은 고속 열차, 지역 열차, 화물 열차 등 여러 종류의 열차가 운행한다. 선로 용량이 가장 부족한 구간은 알링소스-예테보리 C, 스톡홀름 S-스톡홀름 C 구간으로 후자의 선로 용량 부족을 덜기 위해서 스톡홀름 시내를 관통하는 시티 선이 건설 중이다.

## 역사
아돌프 에우게네 본 로센 대공(Adolf Eugène von Rosen)이 1845년 귀국한 후, 영국과 프랑스에 설치되기 시작하였던 철도를 견학한 경험을 이야기하면서 스웨덴 내의 철도 건설을 주장하였다. 당시 정치계를 반으로 갈라 놓을 주장이었으며, 철도 건설을 반대하였던 대표적인 정치인은 운하 건설자 닐스 에릭손이 있었다. 본 로센은 스톡홀름-예테보리 간 철도 건설을 위한 독점권을 얻었고, 영국 자본의 도움을 받아서 노선 선정을 시작하였다.
철도 건설을 가장 일찍 지지한 연선 지자체는 예테보리-알링소스-보르고르다 지역이었으며, 1848년부터 철도 건설을 위한 부지를 확보할 수 있었다. 철도 부지는 S.J.W.(Svenska Jern Wägen)라는 말뚝으로 구분하였다. 그러나 1847년에 이미 영국에서 재정 위기가 발생하여 이 이상의 성과를 거두지는 못하였다.
국회에서 정치적 논쟁을 하는 동안 본 로센은 좀 더 작은 규모였던 멜라렌 호와 베네른 호를 잇는 철도 건설을 계획하여(셰핑-훌트 철도) 서부 스웨덴의 지역 상인들, 지주, 산업체 구성원들이 수도로 가는 철도 노선을 강력하게 건의하도록 하였다. 중앙 정부에서는 예테보리-알링소스, 예테보리-보로스 간을 더 급하게 생각하고 있었다. 1852년 철도 건설을 위한 자본 회사가 설립되었으나, 1854년 국가가 간선 철도를 건설하고 운영하기로 확정되기 전까지는 움직임이 없었다.

### 건설기, 1855년-1862년
과거의 반대론자 닐스 에릭손은 1855년 철도 건설을 위한 총 책임자가 되었다. 이후 예테보리에 철도 부서(Jernwägs-Bureau)를 설립하여 착공을 준비하였다. 건설 자재뿐만 아니라 인력, 식량, 숙소가 모두 필요하였다. 역사 건물을 설계하기 위하여 건축가 아돌프 W. 에델스베르드(Adolf W. Edelsvärd)를 고용하였다.

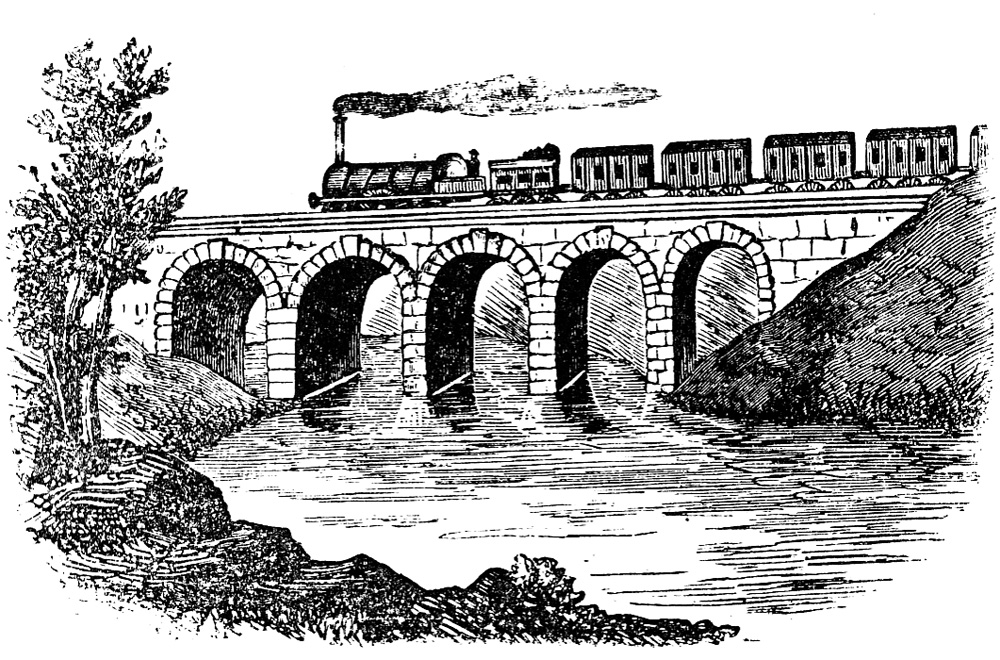
세베 강을 지나는 돌다리

철도 노선은 완전히 확정되지 않았으나, 서부 구간은 본 로센의 원안이 그대로 사용되었다. 1855년 4월 30일 베스트라 스탐바난(당시 명칭 Westra Stambanan)의 첫 구간 착공식이 알링소스 외곽에서 이루어졌고, 1단계로 예테보리-보르고르다 구간을 건설하기 시작하였다.
1855년 5월에 철도 건설을 위하여 700명을 고용하였고, 그 해 가을에 2650명까지 확대되었다. 알링소스에서 예테보리로 진입하는 구간은 지형이 험난한 세베 강의 골짜기를 통과해야 했다. 원래 계획은 세베 강 주변으로 건설하기로 하였으나, 강에서 유입된 토사 때문에 계획을 수정하여 호수 쪽으로 가야 했다. 닐스 에릭손은 보고서에서 이 구간이 가장 비용이 많이 들었고 공사가 힘든 구간이라고 밝혔다. 예테보리-욘세레드 간 첫 구간은 1856년 12월에 개통하였다.
보르고르다 이북 구간은 빌링엔 산과 멜라렌 호를 어떻게 통과해야 할 지 의견이 나뉘었다. 본 로센의 원래 계획은 빌링엔 산의 서쪽으로 가는 마차 경로를 따라서 연선 인구가 많은 스카라, 마리에스타드, 호바, 외레브로, 베스테로스를 경유하여 멜라렌 호의 북쪽으로 스톡홀름으로 진입하는 것이었다. 하지만 닐스 에릭손은 내륙 수로와 교통로가 지나가지 못했던 지역에 노선을 깔기를 원했다. 국왕은 이 계획에 분노하였기 때문에 계획을 수정하여야 했고, 빌링겐 산의 동쪽을 돌아서 팔셰핑, 셰브데, 퇴레보다, 예타 운하를 지나게 되었다. 빌링엔 산 이북 구간은 더더욱 큰 반대가 있었고, 닐스 에릭손은 1857년 9월 가장 빠르게 운행할 수 있는 할스베리, 카트리네홀름, 쇠데르텔리에를 경유하여 스톡홀름으로 진입하는 것으로 노선을 확정하였다.
1857년 여름 욘세레드-퇴레보다 간 공사가 완전히 시작되었고, 7월에는 최대치인 7700명을 고용하였다. 그 해 12월에 알링소스 역에서 시작하여 보르고르다로 가는 구간이 완공되었다. 1858년에는 팔셰핑, 1859년에는 퇴레보다까지 완공되었다. 반대쪽은 스톡홀름에서 공사가 시작되어 1860년에는 스톡홀름 쇠드라부터 쇠데르텔리에 외스트라, 1861년에는 예르나, 1862년에는 그네스타 역까지 완공되었다. 마지막 구간은 1862년에 완공되어 8월 1일에는 서쪽으로는 스파레홀름, 동쪽으로는 할스베리로 가는 열차가 운행하기 시작하였다. 같은 날에 지선인 할스베리-외레브로 구간이 개통되어(이후 베리슬라겐 화물선에 편입됨) 이전에 건설된 셰핑-훌트 철도와 함께, 예테보리에서 멜라렌 호의 내항 셰핑으로 갈 수 있게 되었다.

### 개통, 1862년

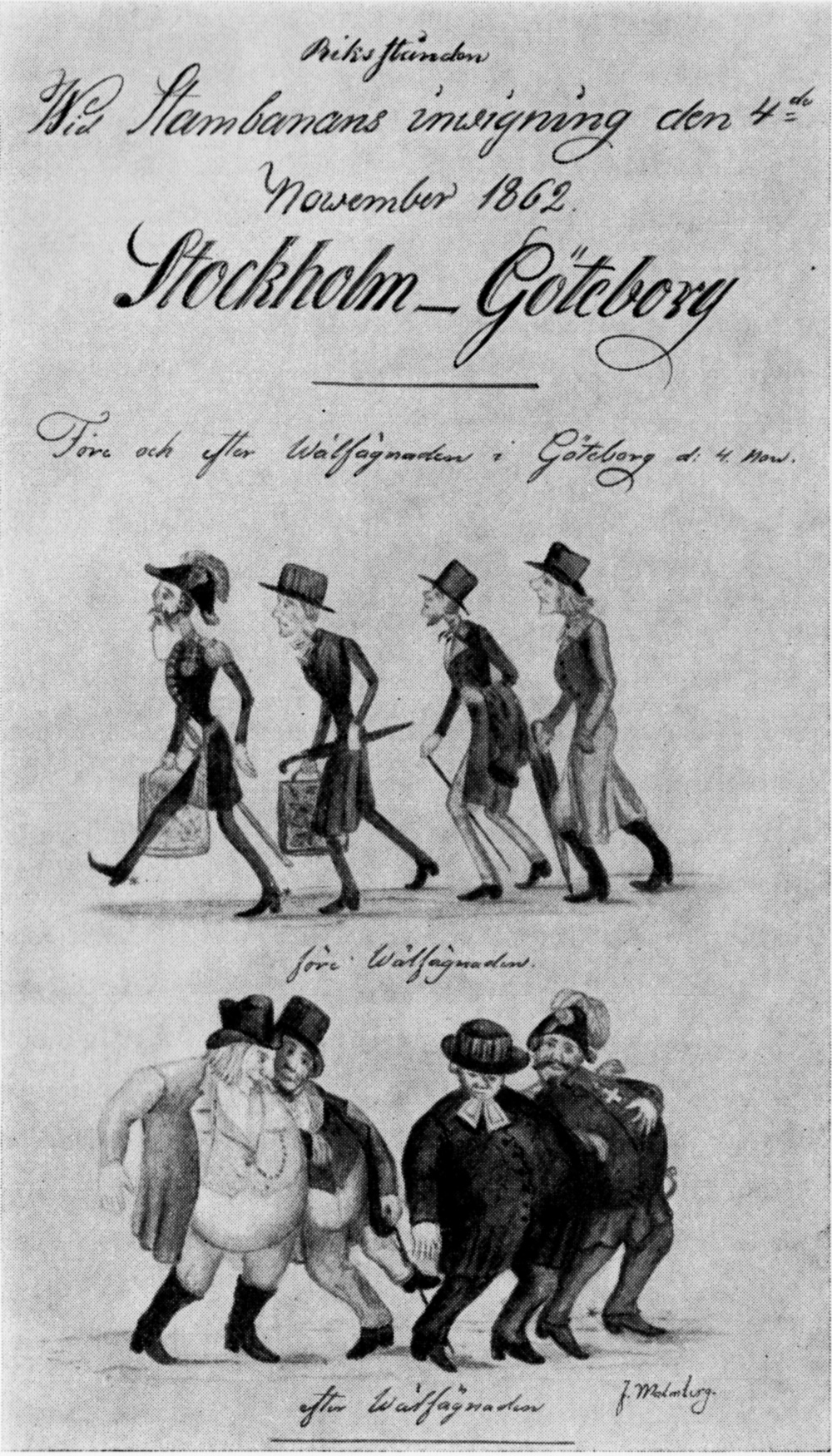
예테보리 방문 이전과 이후의 국회의원 풍자

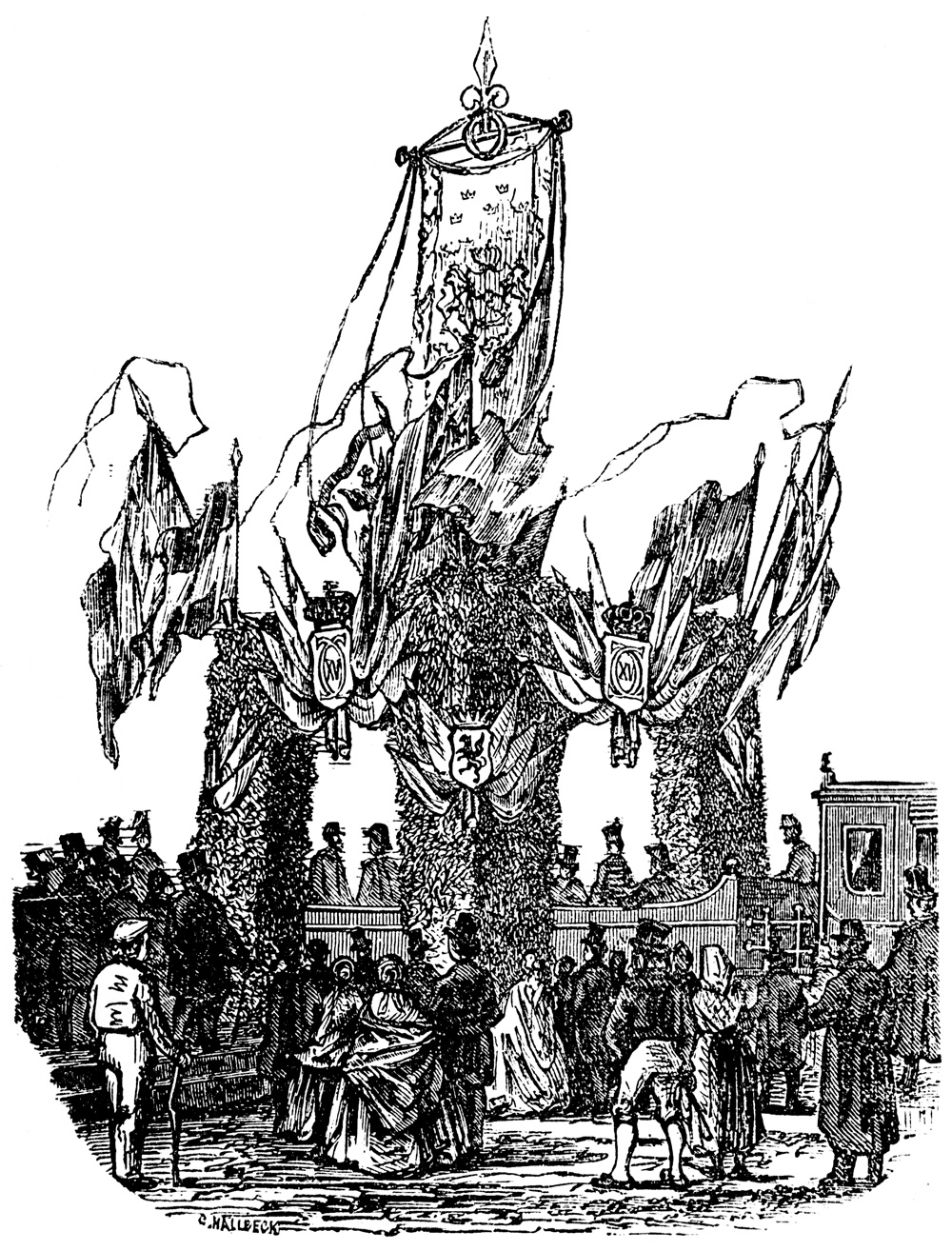
국왕이 탑승하였던 열차

1862년 가을에 전 구간이 개통되었고, 국왕 칼 15세가 탑승한 스톡홀름에서 예테보리로 가는 열차가 11월 3일 오전 8시 54분 출발하였다. 열차가 예테보리에 도착하였을 때, 환영 아치와 불꽃놀이, 예포와 축배를 비롯한 성대한 환영식이 펼쳐졌다. 국왕을 맞이하기 위하여 단장한 역사에서 주 대표 올로프 포르헤우스의 연설이 있었고, 철도 건설에 따른 훈장이 수여된 다음 닐스 에릭손의 요청으로 국왕이 개통을 선언하였다. 당시 국왕은 "서부 간선 철도가 개통되었음을 선언한다!"("Jag förklarar härmed Västra stambanan öppnad!")고 하였다.
축하 무대는 같은 시기에 예테보리 증권 거래소에도 벌어졌으며, 밤새 잔치가 이어져서 자정에 국왕이 요청하여 0시 30분에 행사가 중단되었다. 다음 날에는 교회에서 철도 영업을 축복하였으며, 수도사 페테르 비셀그렌이 주도하였다. 국왕이 떠날 때 한 차례 더 예포를 발사하고 연회가 펼쳐진 이후, 국왕이 탑승한 열차는 11월 6일 오전에 스톡홀름으로 출발하였다.
1862년 11월 8일 일반인들에게 이용이 허가되었다. 그 때까지 들어간 총 건설 비용은 3600만 릭스달러였다. 운행 1년 후 25만명이 이용하였다.
개통 당시 스톡홀름-예테보리 운행 시간은 14시간이었다. 내륙 수운을 이용하였을 때 6~7일 걸리던 것에 비하면 엄청난 단축이었다. 1832년 개통된 마차 노선을 이용하면 4일 반 정도 걸렸으며, 마차 정거장은 솔레브룬, 마리에스타드, 외레브로, 베스테로스였다. 그 해 가을에 개통된 예타 운하를 사용하면 조금 더 빨라져서 4일 4시간 정도 걸렸다. 훌트까지 증기선을 타고 셰핑으로 마차를 탄 다음 다시 증기선을 이용하면 2일 8시간 정도 걸렸으며, 철도 개통 이전에 제일 빠른 교통 수단이었다.

### 단선 운행 시기, 1862년-1958년

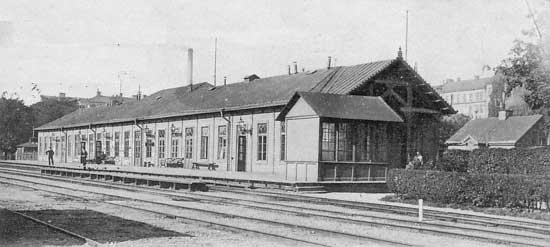
스톡홀름 쇠드라 역, 1904년

건설 당시 종착역은 쇠데르말름 지구에 있는 스톡홀름 쇠드라 역이었다. 북쪽에서 오는 열차는 노라 스탐바난을 통해 스톡홀름 노라 역으로 들어갔다. 닐스 에릭손은 일찍부터 스톡홀름의 중앙역을 하나로 통합하려고 하였다. 그래서 1864년에 발표한 계획을 통하여 삼마르빈딩 선을 통하여 스톡홀름의 두 종착역을 하나로 잇고 베스트라 스탐바난의 복선 건설을 시도하였고, 이번에는 A. E. 본 로센이 반대파가 되었다. 1871년 삼마르빈딩 선의 착공하였고, 대부분 구간이 터널과 교량으로 이루어져 있기 때문에 km당 2백만 릭스달러로 당시 가장 비싼 철도 노선이었다. 현재에도 이 노선은 그대로 사용 중이며, 남부 터널이 개축되었고 항구로 가는 노선이 폐선되었다.
스톡홀름 쇠드라 역에서 출발하는 교통량은 이미 많아져서 릴리에홀멘까지의 구간이 1868년에 복선화되었다. 1900년대 초반부터 복선화가 시작되었고, 1908년 예테보리-올스크로켄 간 구간이 복선화되었다. 1909년에는 북쪽 뢰닝에까지 복선화가 진행되었다.
이후 복선화 공사는 북쪽과 남쪽에서 동시에 진행되었다. 욘세레드 지역 터널은 원래는 없었으나 복선화 과정에서 새로 생겼다. 1916년 개통한 플로다 지역의 우베레드 터널 역시 복선화 공사의 일부로 개통하였다. 1921년에는 쇠데르텔리에 운하가 확장 공사를 진행하면서 복선화 및 직선화되었다. 과거에 있었던 쇠데르텔리에 외프레 역은 쇠데르텔리에 쇠드라(이후 쇠데르텔리에 함 역으로 개명됨) 역으로 대체되었다.
1923년부터 전철화가 시작되었다. 1929년 오르스타 교가 개통되어 엘브셰 역부터 스톡홀름 쇠드라 역 사이 구간이 짧아졌다. 과거의 복선 철도 구간은 항구 철도로 사용되다가 일부 폐선되었다. 1950년부터 1954년까지 스톡홀름 지하철 건설을 위하여 일부 구간이 고가화되었다. 1958년 복선화 공사가 완전히 끝나서 스웨덴의 첫 전구간 복선 철도가 되었다.

### 고속화, 1907년-1995년

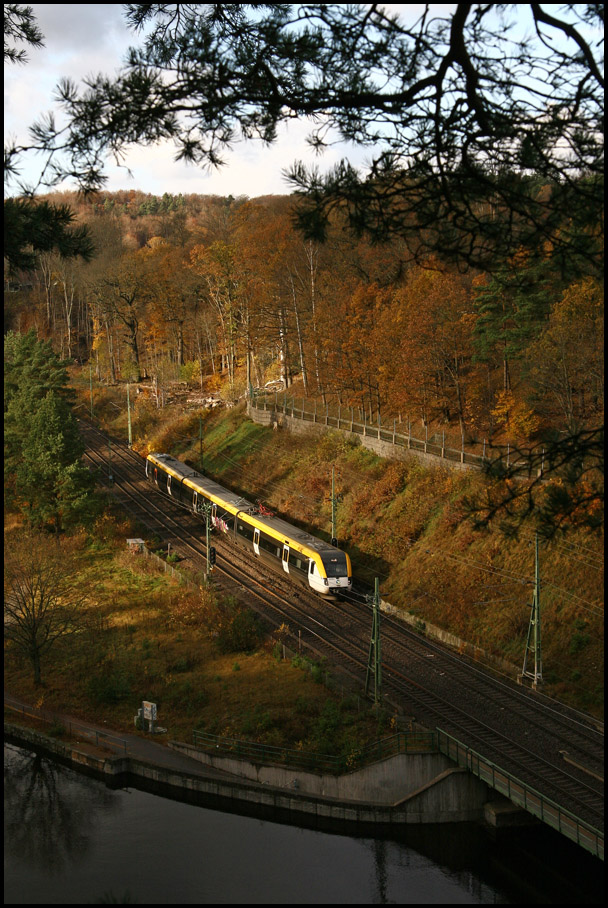
욘세레드를 지나는 레지나 열차

1907년 이전 국유 철도의 최고 운행 속도는 여름에 시속 85 km, 겨울에 시속 75km이었으나 그 해에 연중 시속 90km로 상향되었다. 이로써 평균 속도는 증가하였으나, 더 빠른 속도를 위해서 노선이 직선 및 고가화되기 시작하였다. 전철화 이후에는 전기 기관차가 증기 기관차보다 더 좋은 견인력과 속도를 낼 수 있었다. 1930년대 후반의 증속 계획에서는 서부 및 남부 간선의 제한 속도를 시속 120km까지 끌어올리기 위해서 복선화, 중량 레일 사용, 노반 개선 공사가 이루어졌다. 1946년에는 일부 구간에서 시속 120 km, 1948년에는 시속 130km까지 증속되었다. 이 시기에 나무 침목이 콘크리트 침목으로 교체되었고, 고속화를 위하여 장대 레일이 도입되었다.
시속 130 km 증속은 1960년대에 완료되었고, 1980년대에는 여객 열차를 시속 160km까지 증속하는 것이 목표가 되었다. 이 속도를 달성하기 위하여 전차선이 개선되었고, 1980년부터 ATC가 설치되었다. 고속으로 운행하는 열차에서는 육안으로만 신호를 볼 수 없기 때문에 차상 신호가 필수적이고, 운전사 실수로 인한 사고를 방지하기 위해서 자동 제동 장치가 추가되었다.
1985년부터 Rc3 및 Rc6 기관차가 시속 160 km 운행을 시작하였고 1989년 전 구간에 ATC가 설치되었다. X 2000 열차가 도입된 해에 이미 대부분 구간이 시속 200 km 운행 준비가 완료되었다. 신호 시스템 개선, 평면 교차 해소, 선형 개선 등 증속을 위한 개선이 계속되었다.
현재에도 저속 운행 구간은 존재하지만, 스톡홀름-쇠데르텔리에 구간의 선로 용량이 더 큰 문제가 되었다. 플레밍스베리-예르나 간 병행 노선인 그뢰딩에 선이 완공되었고, 설계 최고 속도는 시속 250km이나 신호 및 열차가 아직까지 지원하지 않는다. 이겔스타 교가 완공된 이후 쇠데르텔리에 지역의 장거리 및 지역 열차는 새로 생긴 쇠데르텔리에 쉬드 역으로 이동하였고, 이외 여객 열차 및 화물 열차는 구선을 사용한다.

### 복복선, 1938년-2017년
1930년대에 철도가 국유화되면서 예테보리 지역의 사철 역이 예테보리 센트랄 역으로 통합되었다. 이 과정에서 베리슬라겐 철도의 간선(노르예/베네른 선) 및 보후스 선이 합쳐지면서 올스크로켄-예테보리 센트랄 간 2 km 구간이 1938년 복복선화되었다.
베스트라 스탐바난은 여러 지선이 합쳐지는 국가 간선으로 기능하였다. 1972년 오르스타 교가 개통되면서 엘브셰에서 뉘네스 선이 합류하면서 스톡홀름 지역에 첫 복복선 철도가 개통하였다. 병주 노선을 복복선으로 간주하면 1995년 오르스타 교의 남쪽에서 갈라지는 그뢰딩게 선을 포함하여 복복선 구간이 44km이 된다. 1993년부터 예르나에서 쇠드라 스탐바난이 분기하여 카트리네홀름까지 병행 구간이 되었다.
스톡홀름 쇠드라 역과 스톡홀름 센트랄 역 사이의 복선 구간은 거리로는 2.5km으로 길지 않으나, 스웨덴에서 가장 혼잡한 복선 구간이다. 통근 열차 운행을 조정하기 위하여 시티 선이 톰테보다에서 분기하여 스톡홀름 시내를 지하로 통과하여 스톡홀름 쇠드라 역과 연결될 예정이다. 복선 운행을 준비하기 위하여 이미 오르스타 교는 복층화되어 있다. 현재는 북쪽으로 가는 열차가 아래층, 남쪽으로 가는 열차가 위층을 사용한다. 시티 선이 완공되면 통근 열차는 새 오르스타 교를 통해서 터널로 진입하고, 그 외 모든 열차는 구 오르스타 교를 통해서 스톡홀름 센트랄 역으로 진입하게 된다. 시티 선은 2008년 착공하여 2017년 완공 예정이다.

## 건설 기준

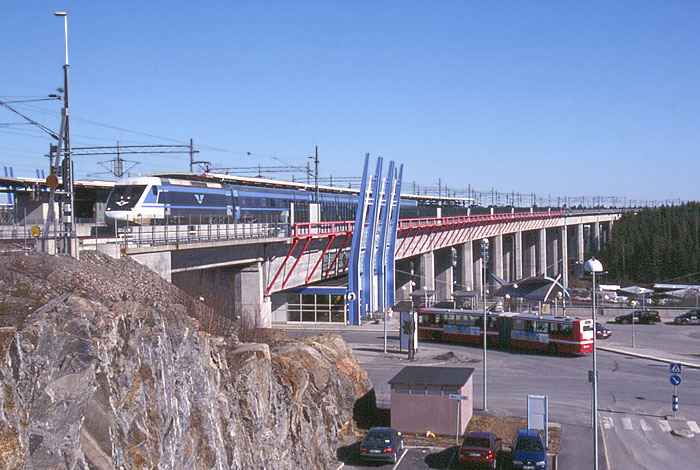
쇠데르텔리에 쉬드 역

베스트라 스탐바난은 전 구간이 복선화되었고, 스톡홀름 및 예테보리 주변은 복복선화되어 있다. 예르나-플레밍스베리 구간은 병행 노선이 존재하며, 그뢰딩에 선은 장거리 열차, 구선은 통근 열차용으로 구분되어 있다. 플레밍스베리 북쪽 구간은 방향별 복복선 구간이며, 장거리 열차가 외선 및 통근 열차가 내선을 사용한다. 스톡홀름 센트랄-스톡홀름 쇠드라 구간은 단순한 복선으로, 스웨덴 철도에서 가장 열차가 혼잡한 구간이다. (시간당 24통행)
스톡홀름-예르나 구간은 모든 접속 노선이 입체 교차하며, 이외 구간은 입체 및 평행 교차가 혼재한다. 카트리네홀름 역은 쇠드라 스탐바난, 할스베리 역은 베리슬라겐 화물선이 접속하는 지점이다. 예르나-카트리네홀름 구간은 통행량이 많으며 다른 구간에 비해 곡선 반경이 작아서 운행 속도가 느리다.
카트리네홀름-셰브데 간 180 km 구간은 직선화가 잘 되어 있다. X 2000 열차는 이 구간에서 최고 속도를 낼 수 있으며, 중간에 정차하더라도 평균 시속 175km까지 낼 수 있다. 셰브데-알링소스 구간은 직선화가 잘 되어 있으나 일부 정차역에서 평균 속도를 떨어트린다. 알링소스-예테보리 구간은 노선에서 가장 느린 구간으로, 평균 속도가 시속 90km이다. 많은 열차가 45 km 구간을 30분만에 통과한다. 통근 열차 운행 때문에 추월이 힘든 구간이다. X 2000 열차는 스톡홀름-예테보리 구간을 2시간 45분에 운행하지만 알링소스-예테보리 구간 혼잡 시간대에는 시간이 더 길어진다.

## 운행
스톡홀름-예테보리 구간은 연간 200만 번 열차가 운행하며, 항공편은 연간 120만, 버스는 연간 20만 번 운행한다. 이 구간에서 철도는 대중 교통의 60%를 차지한다.
전 구간을 운행하는 열차는 대부분 X 2000이다. 정차역 수가 적으며, 대부분 운행 시간은 3시간 이내이다. 예테보리-알링소스-셰브데 구간은 1시간 정도 소요된다. 셰브데-할스베리는 40분, 할스베리-쇠데르텔리에-스톡홀름 구간은 1시간 20분 정도 소요된다. 주간에 인터시티 열차도 같이 운행하지만, X 2000과 비슷한 수준의 정차역을 가지고 4시간 정도 소요된다. 지역 열차는 수요를 위해 멜라르 선을 통해 베스테로스로 운행하여 할스베리에서 다시 합류한다.
예테보리와 스톡홀름 주변에서는 지역 통근 열차가 운행하며, 짧은 거리를 운행하는 지역 열차만 서는 역도 존재한다. 올스크로켄-예테보리 간 2 km 복복선 구간은 항상 좌측으로 통행하지만 않으며, 교통 상황에 따라서 선로가 달라진다. 남쪽의 2선은 베스트라 스탐바난, 북쪽의 2선은 북쪽으로 가거나 오는 열차가 이용한다.

## 같이 보기
- 간선 철도
- 스웨덴의 철도 교통

## 참조
1. 1 2 3 4  Schön, Lennart (2007). 《En modern svensk ekonomisk historia》. ISBN 9789185355877.
2. 1 2 3 4 5 6 7 8 9 10 11 12 13  Krantz, Claes (1962). 《Från Östersjö till Västerhav ; Historien om hur Västra Stambanan kom till》. Statens Järnvägar Göteborg.
3. ↑  AGJ.se: Tillblivelse av de första järnvägarna[깨진 링크(과거 내용 찾기)]
4. ↑  《Stockholms centralstation: Dess historiska utveckling och ombyggnad under åren 1925–1927》. Kungliga järnvägsstyrelsen. 1927.
5. ↑  Resplus: Tidtabell 57 (2011년 8월 21일-12월 10일)
6. 1 2 3 4 5 6 7  《Järnvägsdata med trafikplatser》. Svenska Järnvägsklubben. 2009. ISBN 9185195057.
7. 1 2 3 4  Nordin, Tore (2003). 《Svenska elmotorvagnar; Elektriska motorvagnar konstruerade och byggda i Sverige》. Svenska Järnvägsklubben. ISBN 9185098973.